# Impact (film 1949)
 Impact  – amerykański film z 1949 roku w reżyserii Arthura Lubina.

## Obsada
- Brian Donlevy jako Walter Williams
- Ella Raines jako Marsha Peters
- Charles Coburn jako  porucznik Tom Quincy
- Helen Walker jako Irene Williams
- Anna May Wong jako Su Lin Chung
- Robert Warwick jako kapitan Callahan
- Clarence Kolb jako Darcy
- Art Baker jako Eldredge - adwokat obrony
- William Wright jako prokurator
- Mae Marsh jako Pani King
- Sheilah Graham jako ona sama
- Tony Barrett jako Jim Torrence
- Philip Ahn jako Ah Sing
- Glen Vernon jako Ed (wystąpił pod nazwiskiem Glenn Vernon)
- Linda Leighton jako Panna Revere - telefonistka (wystąpiła pod nazwiskiem Linda Johnson)
- Jason Robards, Sr. jako sędzia Judge (wystąpił pod nazwiskiem Jason Robards)
- Erskine Sanford jako doktor Henry Bender
- Ruth Robinson jako administratorka mieszkań
- Lucius Cooke jako Burke
- Tom Greenway jako kierowca ciężarówki
- Ben Welden jako pomocnik
- Joel Friedkin jako wujek Ben
- Joe Kirk jako recepjonista
- William Ruhl jako ekspert daktyloskopii (wystąpił pod nazwiskiem Bill Ruhl)
- Mary Landa jako Della - sekretarka Walkera
- Harry Cheshire jako adwokat Irene